# Hypenetes cryodes
Hypenetes cryodes är en tvåvingeart som beskrevs av Jason Gilbert Hayden Londt 1985. Hypenetes cryodes ingår i släktet Hypenetes och familjen rovflugor. Inga underarter finns listade i Catalogue of Life.